# Kosubordination
Kosubordination bezeichnet eine Art der Satzverknüpfung (Nexus), die eine Zwischenstellung zwischen Koordination und Subordination einnimmt. Die Einführung dieses Begriffes wurde notwendig, da man in verschiedenen Papua-Sprachen Neuguineas, die das Phänomen der Switch-Reference („Schaltreferenz“) aufweisen, syntaktische Konstruktionen vorfand, die sich weder als Koordination noch als Subordination einstufen ließen.
Beispiele aus dem Kewa (Trans-Neuguinea-Sprachen, Papua-Neuguinea):
- Koordination

| Nipú                                       | ípu-la                   | pare | ní  | paalá      | na-piá.                      |
| er                                         | kommen-3.PERS.SING.PRÄS. | aber | ich | beunruhigt | nicht-sein:1.PERS.SING.PRÄS. |
| „Er kommt, aber ich bin nicht beunruhigt.“ |                          |      |     |            |                              |
Die Koordination wird hier durch die Konjunktion pare realisiert.
- Kosubordination

| (Ní)                      | épo     | lá-ri                  | épa-wa.                  |
| (ich)                     | Pfeifen | sagen-GLEICHES SUBJEKT | kommen-1.PERS.SING.PRÄT. |
| „Ich pfiff, als ich kam.“ |         |                        |                          |
Das Suffix -ri bringt hier zum Ausdruck, dass das Subjekt des ersten Teilsatzes mit dem zweiten referenzidentisch ist; diese Verknüpfung ist jedoch schwächer subordinierend als die im folgenden Beispiel:
- Subordination

| (Ní)                                     | épo     | lá-lo-pulu                     | irikai | épa-lia.                 |
| (ich)                                    | Pfeifen | sagen-1.PERS.SING.PRÄS.-KAUSAL | Hund   | kommen-3.PERS.SING.FUTUR |
| „Weil ich pfeife, wird der Hund kommen.“ |         |                                |        |                          |
Die Subordination wird hier durch das kausale Suffix -pulu realisiert.

## Abkürzungen in den Interlinearversionen
- PERS. – Person
- PRÄS. – Präsens
- PRÄT. – Präteritum
- SING. – Singular